# Joseph Vigier
Joseph Vigier, visconte Louis Jules Aquiles Vigier (Savigny-sur-Orge, 12 agosto 1821 – Parigi, 12 aprile 1894), è stato un fotografo francese.
Fu tra i fondatori della "Société héliographique" nel 1851 e della "Société française de photographie" nel 1854.

## Biografia
Figlio di Achille dei conti Vigier (1801-1868), ricco proprietario, e di Joséphine Davout d'Auerstaedt, 15enne all'epoca del matrimonio nel 1820, che morirà nel 1821 dopo averlo dato alla luce. Aveva anche un fratellastro di nome Achille Georges Hippolyte (1825-1882), nato dalla seconda moglie del padre, sposata nel 1824, Sophie Agathe Frere, figlia di una ricca famiglia bretone.

Frequentò il Lycée Henri-IV di Parigi ed ebbe, quale compagno di classe, Enrico d'Orléans, figlio del re Luigi Filippo di Francia, Con la famiglia Orleans mantenne legami per tutta la vita anche dopo il 1848, quando fu proclamata la Seconda Repubblica ed il re lasciò la Francia per l'Inghilterra.
Si dedicò alla fotografia e fu allievo di Gustave Le Gray, dal 1848 al 1852, ed amico di un altro allievo del maestro che avrà larga influenza in Spagna, Olympe Aguado. Fu tra i fondatori prima della "Societé héliographique", assieme a Auguste Mestral e a Noël Paymal Lerebours nel 1851, e poi della "Societé française de photographie" tra il 1853 e il 1854, facendo parte del consiglio di amministrazione dal 1857 al 1862, anno in cui lasciò la società.
Probabilmente fu ospite del conte di Montpensier nel 1850, di cui era amico, durante il suo soggiorno a Siviglia. Lo scopo, per quanto ne sappiamo era quello di raccogliere immagini della città ed infatti partì da Parigi con tutta la sua attrezzatura fotografica. Realizzò un album fotografico con 29 vedute calotipiche di Siviglia di cui ne fece dono al conte, cognato di Isabella II. Probabilmente il contributo di Vigier alla fotografia paesaggistica spagnola in questo periodo storico rappresentò quello di maggior interesse.
Due anni dopo, Vigier fece un viaggio in Inghilterra dove ritrasse il re francese ed i suoi parenti in esilio a Claremont House, esponendo poi le sue fotografie londinesi nella mostra alla Royal Society of Arts.
Nel 1953 Vigier tornò di nuovo in Spagna, attraverso i Pirenei, trascorrendovi due mesi, realizzando 38 fotografie delle montagne, di cui creò un Album des Pyrénées, che ebbe un forte impatto emotivo e romantico in Francia ed Inghilterra. Nonostante avesse imparato da Gustave Le Gray la tecnica della carta cerata, Vigier preferì la tecnica più antica di Talbot per i forti contrasti di luce e buio. Alcune di queste immagini presero parte alla mostra alla Royal Photographic Society di Londra l'anno successivo, alla quale presenzò la regina Vittoria. Le fotografie sono state donate al Museo d'Orsay nel 1983 dalla "Fondazione Dosne-Thiers".
Charles Gaudin, fratello di Alexis, pubblicò alcune foto dei Pirenei con entusiastici commenti anche sulla rivista La Lumière del 25 febbraio 1854 n. 29.
A quanto è dato sapere, intorno al 1872, Vigier acquistò il castello di Lamorlaye e si dedicò ai cavalli, abbandonando la fotografia in seguito alla nascita di un figlio nel 1859 e alle nuove invenzioni scientifiche in fotografia.

## Galleria d'immagini

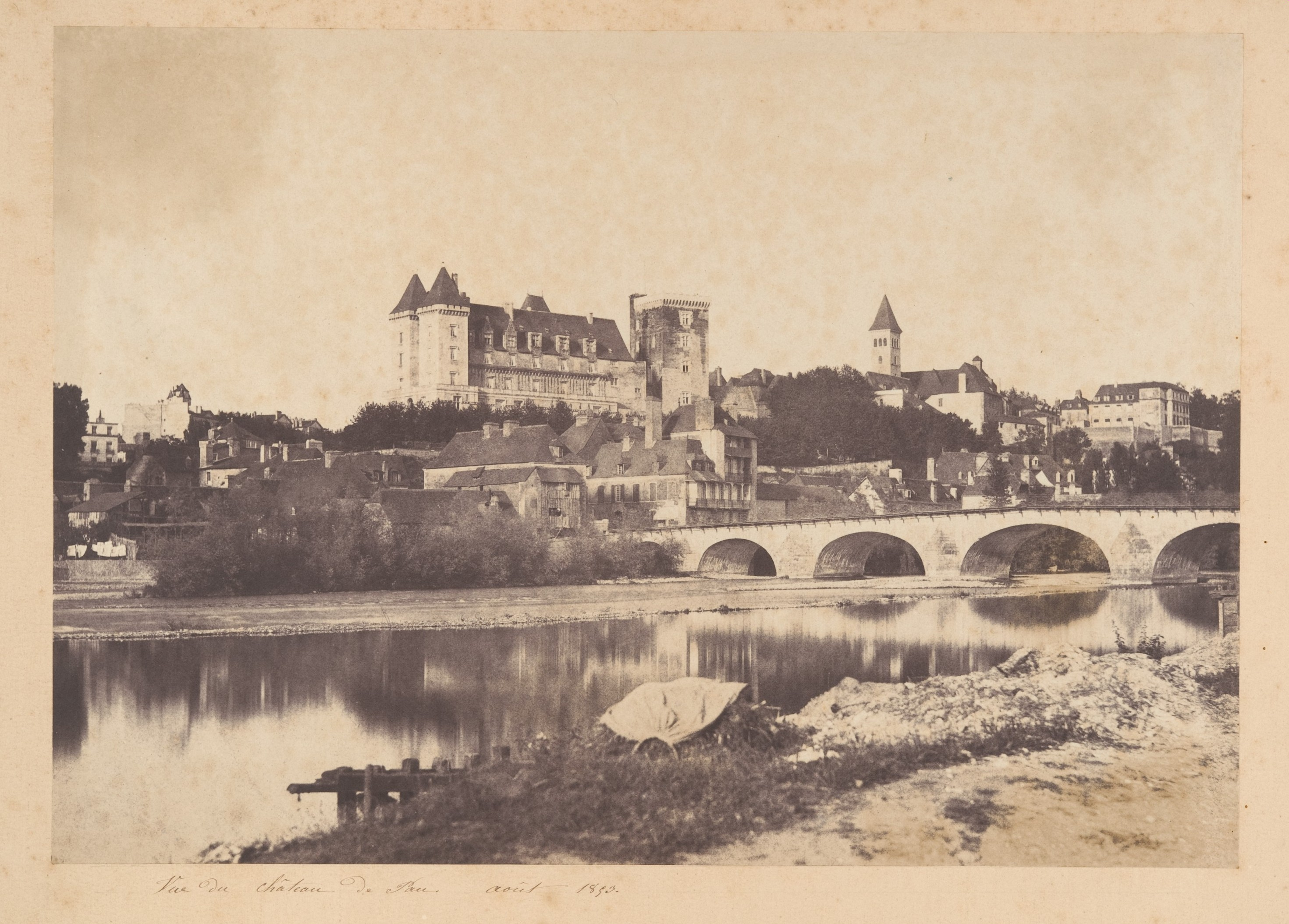
Veduta del Castello di Pau, 1853
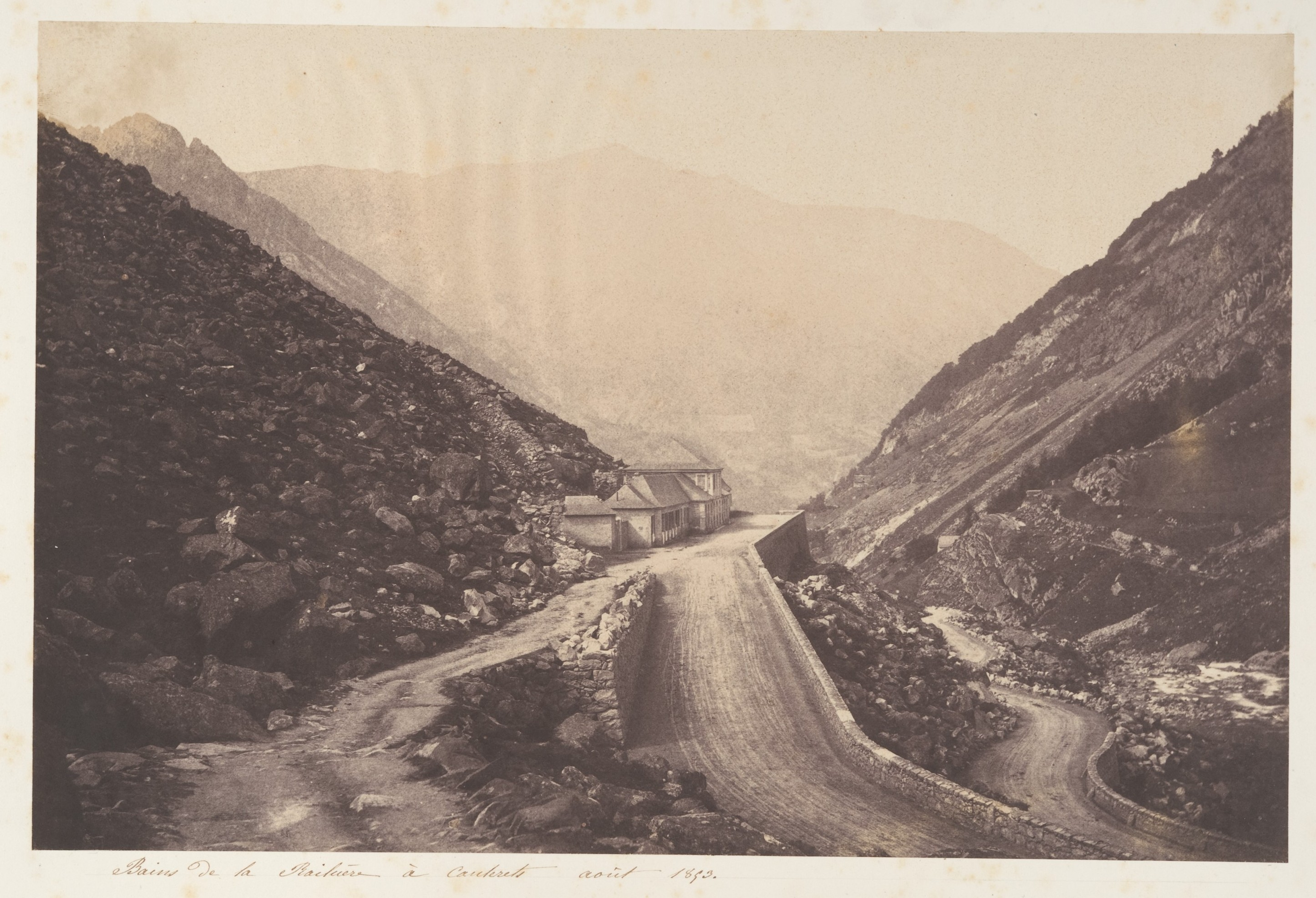
Bains de la Raillière, 1853
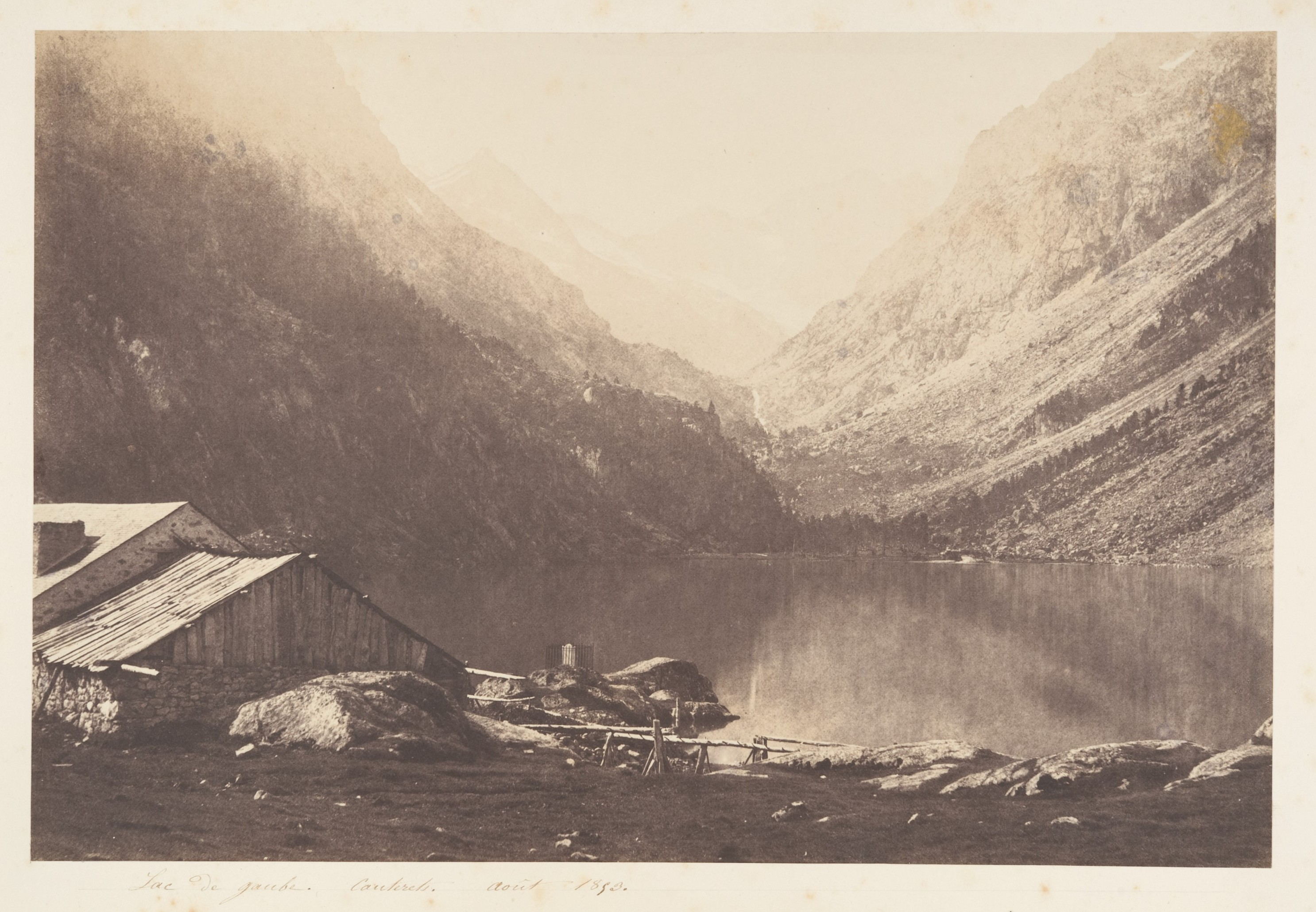
Lago di Gaube, 1853
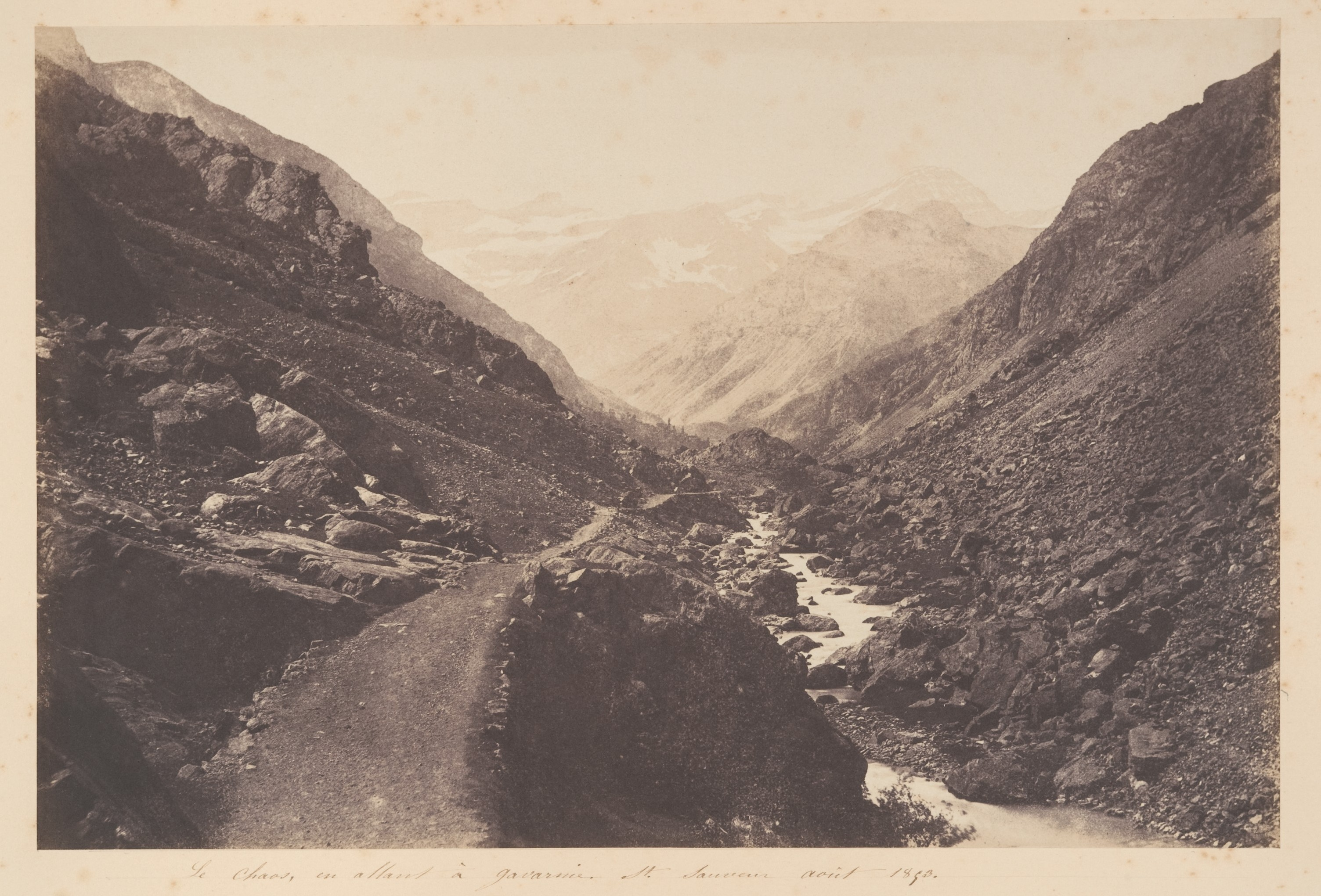
Caos sulla strada per Gavarnie, 1853
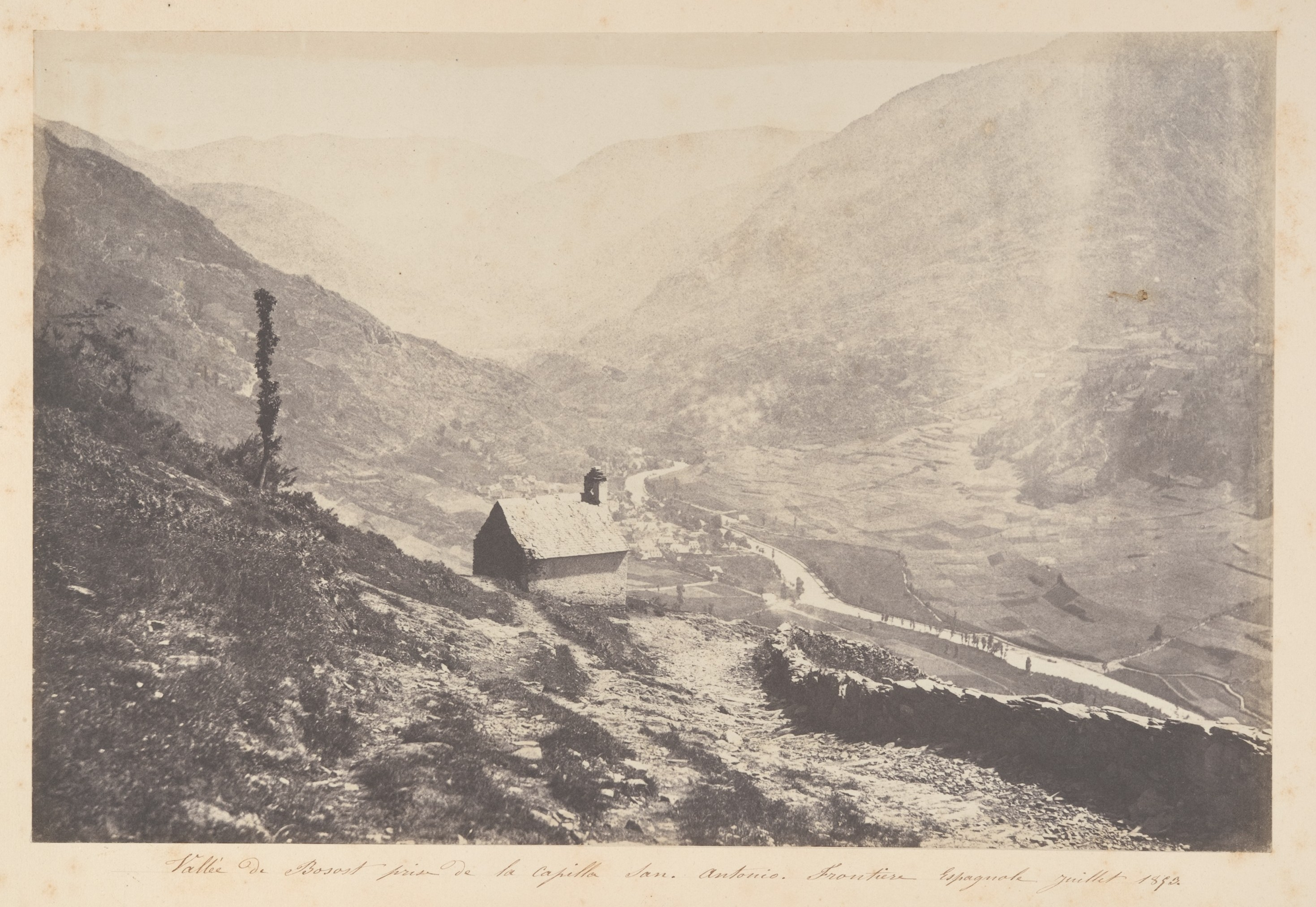
Valle di Bossòst presso la cappella di Sant'Antonio, 1853